# Болото Клара
53°19′11″ пн. ш. 7°38′23″ сх. д. / 53.31972° пн. ш. 7.63972° сх. д.
Боло́то Кла́ра (ірл. Móinteach Chláraigh, англ. Clara Bog) — болото площею в 665 гектарів  в графстві Оффалі майже в центрі острова Ірландії, на південному-сході від траси, між селом Баллікамбер і місто Клара.
З 1987 року 465 гектарів з території болота були оголошені національним природним заповідником (National Heritage Reserve). Колишній кандидат в Об'єкти Всесвітнього спадку ЮНЕСКО в Ірландії; в 2010 році було відмовлено у включенні через невідповідності критеріям включення.